# 青山亨
青山 亨（あおやま とおる、1957年12月 - ）は、インドネシア研究者、歴史学者。東京外国語大学名誉教授。

## 経歴
出生から修学期
1957年生まれ。京都大学文学部宗教学専攻で学び、1981年に卒業。1983年、同大学院文学研究科修士課程を修了した。その後は1992年までシドニー大学文学部インドネシア-マレー学科博士課程に留学し、1994年にに博士学位（Ph.D.（古ジャワ語文学））を取得した。
宗教学研究者として
1994年より鹿児島大学多島圏研究センター助教授、2000年教授、2003年より東京外国語大学外国語学部教授、2009年大学院重点化に伴う配置換えにより同総合国際学研究院教授。在職中は東京外国語大学副学長等務めた。
2023年3月、東京外国語大学を定年退職し、4月より名誉教授となった。その後も、東京外国語大学理事（非常勤）をつとめている。

## 研究内容・業績
専門はインドネシア古代史・文化論。

## 著作
共著書
- 『地域のイメージ』(地域の世界史 2) 辛島昇・高山博 編、山川出版社 1997

執筆「古代ジャワ社会における自己と他者：文学テクストの世界観」94-137頁.
- 『ラーマーヤナの宇宙：伝承と民族造型』(慶應義塾大学地域研究センター叢)〉金子量重・坂田貞二・鈴木正崇編, 春秋社 1998

執筆「インドネシアにおけるラーマ物語の受容と伝承」140-164頁.
- 『東南アジア古代国家の成立と展開』(岩波講座東南アジア史 2) 石澤良昭編, 岩波書店, 2001[8]

執筆「東ジャワの統一王権：アイルランガ政権からクディリ王国へ」141-167頁.
執筆「シンガサリ=マジャパヒト王国」197-230頁.
- 『歴史学事典 第9巻 法と秩序』山本博文編, 弘文堂, 2002年[9][10]
- 『東南アジアを知るための50章』(エリア・スタディーズ 129) 今井昭夫編集代表・東京外国語大学東南アジア課程編、分担執筆、明石書店、2014[11][2]
- 『画像史料論：世界史の読み方』吉田ゆり子・八尾師誠・ 千葉敏之編, 東京外国語大学出版会, 2014[12][13]

執筆「プランバナン寺院シヴァ堂のラーマーヤナ浮彫」
- 『東南アジア』(アジア仏教美術論集) 肥塚隆編, 中央公論美術出版, 2019[14]

執筆「プランバナン寺院ラーマーヤナ浮彫が語る「死」の諸相：テクスト伝承との比較から」
- 『神話世界と古代帝国』(アジア人物史 1) 集英社 2023

執筆「第13章：東南アジアの初期国家とインド化」747-770頁.